# Joseph Ma Zhongmu
Joseph Ma Zhongmu Tegusbeleg (* 1. November 1919 in Chengchuan in der Republik China (1912–1949), ehemals Mongolei; † 25. März 2020 ebenda) war ein mongolisch-chinesischer römisch-katholischer Untergrund-Bischof des Bistums Yinchuan (Dioecesis Nimsciianus; 天主教宁夏教区) in dem autonomen Gebiet Ningxia.

## Leben
Joseph Ma Zhongmu wurde kurz nach der Oktoberrevolution in Russland geboren, in deren Folge die Nationalchinesen die Gelegenheit wahrnahmen und 1919 die Mongolei wieder vollständig in die Republik China eingliederten.
Ma studierte Theologie am Seminar in Datong, Provinz Shanxi. Nachdem er am 31. Juli 1947 zum Priester geweiht worden war, absolvierte er ein Studium an der Katholischen Fu-Jen-Universität und war in den Diözesen in Zhongwei und Hohhot tätig. Zwei Jahre später siegte Mao im Bürgerkrieg und baute die kommunistische Diktatur auf. Joseph Ma Zhongmu, der sich weigerte der Patriotischen Vereinigung, der offiziellen Kirche in China, beizutreten, wurde von der chinesischen Regierung von 1958 bis 1969 zu Gefängnishaft, dann zu Zwangsarbeit verurteilt und in einem Arbeitslager interniert und war anschließend als Arbeiter tätig.
Nach seiner Entlassung als „Konterrevolutionär“ kehrte er 1969 in die Mongolei zurück, wo er bis 1979 als Arbeiter in einem Wassertank arbeitete.
Joseph Ma Zhongmu wurde am 8. November 1983 zum Bischof des Bistums Yinchuan ernannt und war im Amt bis zu seiner Emeritierung 2005. Seitens der Chinesisch Katholisch-Patriotischen Vereinigung wurde John Baptist Liu Jingshan von 1984 bis 2009 als Diözesanbischof bestellt. Er kehrte 1979 nach China zurück, wurde aber von der chinesischen Regierung trotz seiner vollständigen Rehabilitation nicht als Bischof, sondern nur als Priester anerkannt. 2005 zog er sich zurück und lebte in seiner Heimatstadt Chengchuan in der Mongolei.
Er war der einzige mongolische Bischof weltweit und kannte die gesamte Geschichte der Kirche in China von der Kaiserzeit bis zur Gegenwart mit dem kommunistischen Regime. Als einziger katholischer Prälat der mongolischen Volksgruppe in der katholischen Kirche übersetzte er das Römische Messbuch in seine mongolische Sprache, wobei die Kurie dies nie prüfen konnte, da es keinen mongolischen Ansprechpartner im Vatikan gab.